# Eugene Belgrand

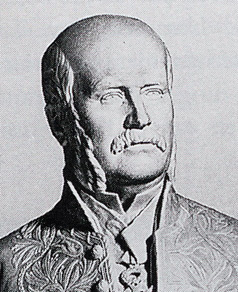
Eugène Belgrand

Eugène Belgrand (Ervy-le-Châtel (Aube), 1810 - Parijs, 8 april 1878) was een Franse ingenieur. 
Belgrand bouwde de riolen en de drinkwatervoorziening van Parijs, waartoe hij de Vanne aftakte. Hij is een van de 72 Fransen wier namen in reliëf op de Eiffeltoren zijn aangebracht.